# Psicologia delle attitudini
La psicologia delle attitudini, o psicologia attitudinale, è una branca della psicologia del lavoro che studia appunto le attitudini.